# متصورة نسناسية
المتصورة النَّسْناسيَّة (الاسم العلمي: Plasmodium inui
) هي نوعٌ من الطفيليات من جنس المتصورة والتي تُسبب الملاريا في سعادين العالم القديم. ينتشر هذا النوع في الصين وأيضًا في سولاوسي وإندونيسيا وماليزيا والفلبين.

## التاريخ
وُصفَّ هذا النوع في عام 1907 من قبل هالبرشتايدر وفون بروازيك.